# Arcos venosos interdigitales de la mano
Los arcos venosos interdigitales de la mano o venas intercapitulares de la mano (TA: venae intercapitulares manus) son arcos venosos que existen en los espacios interdigitales de la mano.

## Trayecto
Pasan entre las cabezas de los huesos metatarsianos y establecen comunicación entre el sistema venoso dorsal y el sistema venoso palmar de la mano. Las venas digitales volares de cada dedo están conectadas con las venas digitales dorsales de la mano por unas venas oblicuas, las venas intercapitulares.

## Drenaje
Drenan en un plexo venoso situado sobre las eminencias tenar e hipotenar y a través de la cara frontal de la muñeca.